# Justin Brownlee
Justin Browlee, né le 23 avril 1988, à Tifton, en Géorgie, est un joueur américain naturalisé philippin de basket-ball. Il évolue au poste d'ailier fort.

## Biographie
Le 16 juin 2015, il signe pour le club de l'Élan Chalon.

## Carrière

### Jeune
- 2009-2011 :  Saint John's (NCAA)

## Clubs
- 2011-2012 :  Toros Nuevo Laredo (1er division)
- 2012-2013 :  Maine Red Claws (D-League) puis San Diego Surfs (ABA)
- 2013-2014 :  Erie BayHawks (D-League)
- 2014-2015 :  Brescia (Lega Due)
- 2015-2016 :  Élan Chalon (Pro A)
- 2016-2017 :  Barangay Ginebra San Miguel (PBA)
- 2018 :  Tanduay Alab Pilipinas (PBA)
- 2019 :  Riyadi Club Beyrouth (FLB League)

## Palmarès
- Finaliste de la Leaders Cup : 2016